# Olympique Team Algérie
Az Olympique Team Algérie (UCI csapatkód: OTA) egy algír profi kerékpárcsapat volt 2012-ben.

## Története
A csapat 2012. január 1-jén jött létre 8 versenyzővel. A vezérigazgató Samir Allam. A két edző Abdenour Bendib és Ammar Bouras. Az év végén a csapat feloszlott.

## Keret (2012)
2012. február 8-ai állapot:
|     | Név                      | Születésnap                   |
| --- | ------------------------ | ----------------------------- |
| ALG | Walid Ali Salah          | 1992. december 24. (32 éves)  |
| ALG | Boualem Belmokhtar       | 1993. március 11. (32 éves)   |
| ALG | Djelloul Med Reda Benoua | 1992. augusztus 27. (32 éves) |
| ALG | Mohamed Charabli         | 1993. március 7. (32 éves)    |

|     | Név                | Születésnap                 |
| --- | ------------------ | --------------------------- |
| ALG | Hichem Kab         | 1993. február 19. (32 éves) |
| ALG | Ayoub Kerrar       | 1993. március 2. (32 éves)  |
| ALG | Abdelkader Korichi | 1991. október 4. (33 éves)  |
| ALG | Reda Makhlouf      | 1993. május 27. (31 éves)   |